# دهستان املش جنوبی
دهستان املش جنوبی نام دهستانی در بخش مرکزی شهرستان املش، استان گیلان در ایران است. براساس سرشماری مرکز آمار ایران در سال ۱۳۸۵، جمعیت آن ۶۵۸۴ نفر (۱۷۸۷ خانوار) بوده‌است.